# Église du Secours de Ronda
 (juin 2023).
L'église du Secours de Ronda, en Andalousie, est située sur la place du même nom.

## Source de traduction
- (es) Cet article est partiellement ou en totalité issu de l’article de Wikipédia en espagnol intitulé « Iglesia del Socorro (Ronda) » (voir la liste des auteurs).